# Killers (альбом Kiss)
| Оценки критиков | Оценки критиков |
| Источник        | Оценка          |
| --------------- | --------------- |
| AllMusic        | [ 1 ]           |
| Record Mirror   | [ 2 ]           |

Killers — альбом лучших песен группы Kiss (1982). В США официально не выходил, но импортные издания можно было купить в магазинах.

## О сборнике
Альбом был издан по просьбе представлявшей Kiss за пределами Соединённых Штатов компании Phonogram после того, как их альбом Music from “The Elder” (1981) оказался ужасным коммерческим провалом. Как пишет музыкальный сайт AllMusic, компания потребовала, чтобы группа немедленно скомпилировала ещё один альбом лучших песен, «чтобы доказать своим озадаченным поклонникам, что они всё ещё были хэви-метал-группой», а не экспериментальной и прогрессивной.
Как пишет тот же AllMusic, «поскольку подобная коллекция хитов уже издавалось всего лишь 4 года назад в форме двойной долгоиграющей пластинки Double Platinum», группа решила сделать одинарный альбом, в который наряду с несколькими хитами группы включить четыре новые песни. Причём новые песни («I’m a Legend Tonight», «Down on Your Knees», «Nowhere to Run» и «Partners in Crime»), были больше похожи на старый классический Kiss, чем всё, что они издавали за последние несколько лет. Из хитов же группы, собранных на этом альбоме, было только три не вошедших в альбом Double Platinum («I Was Made for Loving You», «Sure Know Something» и «Rock and Roll All Nite (Live)»), остальные четыре («Love Gun», «Detroit Rock City», «God of Thunder», «Cold Gin» и «Shout It Out Loud») на предыдущей компиляции были.
Как пишет AllMusic, «[альбом] Killers не совершил того, что, как надеялась компания, он совершит — вернуть группе имидж королей музыкальных чартов, но он всё-таки показал их фанатам за рубежом, что группа снова была настроена серьёзно».

## Список композиций
| №  | Название                     | Автор(ы)                         | Длительность |
| -- | ---------------------------- | -------------------------------- | ------------ |
| 1. | «I'm a Legend Tonight»       | Пол Стэнли, Адам Митчелл         | 3:59         |
| 2. | «Down on Your Knees»         | Стэнли, Микель Джап, Брайн Адамс | 3:31         |
| 3. | «Cold Gin»                   | Эйс Фрейли                       | 4:20         |
| 4. | «Love Gun»                   | Стэнли                           | 3:17         |
| 5. | «Shout It Out Loud» (7" mix) | Стэнли, Джин Симмонс, Боб Эзрин  | 2:40         |
| 6. | «Sure Know Something»        | Стэнли, Вини Понциа              | 3:59         |

| №  | Название                                     | Автор(ы)                      | Длительность |
| -- | -------------------------------------------- | ----------------------------- | ------------ |
| 1. | «Nowhere to Run»                             | Стэнли                        | 4:32         |
| 2. | «Partners in Crime»                          | Стэнли, Митчелл               | 3:45         |
| 3. | «Detroit Rock City» (Edited version)         | Стэнли, Эзрин                 | 3:53         |
| 4. | «God of Thunder»                             | Стэнли                        | 4:11         |
| 5. | «I Was Made for Lovin’ You» (Edited version) | Стэнли, Понциа, Дэзмонд Чаилд | 4:18         |
| 6. | «Rock & Roll All Nite» (Live)                | Стэнли, Симмонс               | 3:58         |

## Участники записи

### Kiss
- Пол Стэнли — вокал, ритм-гитара, соло-гитара (песня 6), бас-гитара (песни: 4, 11)
- Эйс Фрейли — соло-гитара, бэк-вокал (песни: 3, 4, 5, 9, 10, 11, 12)
- Джин Симмонс — бас-гитара, вокал
- Питер Крисс — ударные, бэк-вокал (песни: 3, 4, 5, 9, 10, 12)
- Эрик Карр — ударные (песни: 1, 2, 7, 8)

### Прочие музыканты
- Микель Джапп — ритм-гитара (песня 2)
- Боб Кулик — соло-гитара (песни: 1, 2. 7, 8)
- Энтон Фиг — ударные (песни: 6, 11)